# Dr. Mario
Dr. Mario (ドクターマリオ?, Dokutā Mario) è un videogioco rompicapo sviluppato e distribuito da Nintendo nel 1990, originariamente per il Nintendo Entertainment System e per il Game Boy.

## Modalità di gioco
Mario, nei panni di un medico, deve distruggere dei virus impilando delle capsule di vitamine. I virus possono essere di tre differenti colori, ovvero blu, giallo e rosso; anche le capsule rispettano questa colorazione, ma essendo divise a metà possono anche essere composte da due colori differenti. Per eliminare i virus occorre impilare tre parti di capsule del medesimo colore sopra il virus oppure distribuirgliele di fianco, muovendole o ruotandole nel campo di gioco, rappresentato come una bottiglia; le capsule in eccesso rimangono nella schermata, ma possono essere eliminate disponendone tre adiacenti del medesimo colore. Una volta distrutti tutti i virus il livello termina e passa a quello seguente; è possibile iniziare a giocare selezionando uno dei 21 livelli a disposizione, e terminando l'ultimo si sbloccheranno altri 20 livelli più difficili.

## Accoglienza
Dr. Mario è stato dichiarato il 134° miglior gioco Nintendo nella classifica "Top 200" della rivista Nintendo Power; è stato inoltre classificato come settimo miglior gioco di Mario nella "Top Ten Mario Games" di ScrewAttack.

## Serie
- Dr. Mario (Famicom/NES e Game Boy - 1990)
- Tetris & Dr. Mario (Super Famicom/Super NES - 1994), ha introdotto una modalità nel quale ci si può scontrare con un avversario controllato dalla CPU.
- Dr. Mario BS Version (Ｄｒ．マリオＢＳ版?) (Satellaview - 1997) - Versione disponibile solo tramite l'espansione per Super Nintendo, e quindi nel solo Giappone.
- Dr. Mario 64 (Nintendo 64 - 2001), ha introdotto una modalità "storia" e multiplayer per tre o quattro giocatori.
- Nintendo GameCube Preview Disc (Game Boy Advance - 2003) - versione identica alla controparte per NES, contenuta in un disco incluso in alcuni bundle del GameCube. Il gioco poteva essere trasferito all'interno di un Game Boy Advance tramite l'apposito cavo.
- Nintendo Puzzle Collection (Nintendo GameCube - 2003) - Titolo uscito nel solo Giappone.
- Dr. Mario (Game Boy Advance - 2004) - Versione uscita nella collana NES Classic.
- Dr. Mario & Puzzle League (Game Boy Advance - 2005)
- More Brain Training from Dr. Kawashima: How Old Is Your Brain? (Nintendo DS - 2005) - Si può sbloccare una versione semplificata denominata "Virus Buster" (Sterminavirus in Italiano).[3]
- Dr. Mario & Sterminavirus (Wii, tramite WiiWare - 2008)
- Una Pausa con... Dr. Mario (DSiWare - 2009) Versione di Dr. Mario & Sterminavirus priva della componente multiplayer.
- Dr. Luigi per Wii U, in occasione del 30º anniversario di Luigi
- Dr. Mario: Miracle Cure (Nintendo 3DS, tramite Nintendo eShop - 2015)
- Dr. Mario World (Smartphone, tramite Google Play Store - 2019)

### Altre apparizioni
- Il Dr. Mario appare come personaggio giocante in Super Smash Bros. Melee, Super Smash Bros. per Nintendo 3DS e Wii U e Super Smash Bros Ultimate
- I tre virus colorati appaiono anche in Mario & Luigi: Superstar Saga e Mario & Luigi: Dream Team Bros. come nemici: se colpiti, cambiano colore e se due o più di loro assumono lo stesso colore, si annientano automaticamente.
- Il gioco compare anche in More Brain Training, come gioco rilassante.